# Maizas
Maizas (en rus: Майзас) és un poble (un possiólok) de l'óblast de Kémerovo, a Rússia, que en el cens del 2010 tenia 623 habitants, pertany al districte de Mejdurétxensk.